# Luteolejeunea
Luteolejeunea là một chi rêu trong họ Lejeuneaceae.